# مجتمع الجزر
مجتمع الجزر هو منظمة غير ربحية معفاة من الضرائب، وتتمثل رؤيتها في أن تكون منظمة عالمية رائدة؛ لتعبئة الأفراد والمنظمات في المجتمعات الجزرية للمشاركة في الشؤون الخارجية والالتزامات الخارجية.فهي مركز أبحاث السياسات، وتجري دراسات سياسية وتحليلات إستراتيجية للقضايا السياسية والاقتصادية والأمنية والبيئية والاجتماعية في أنحاء العالم، مع التركيز بشكل خاص على الشؤون الجزرية.وبشكل منفصل فإن جمعياتها الإقليمية تقوم بتطوير وتنفيذ برامج خاصة بالتعليم والقيادة، وصممت هذه البرامج لتحقيق تغييرات إيجابية في المجتمعات الجزرية المحلية.

## الرسالة
وفقاً للموقع الإلكتروني للمنظمة: إن رسالة مجتمع الجزر هي إلهام ومنح سلطات لسكان الجزر للمشاركة في الشؤون الخارجية والالتزامات الخارجية، وذلك لتحقيق تغييرات إيجابية في مجتمعاتهم المحلية.

## القيادة
يدير مجتمع الجزر مؤسسه ورئيسه مايكل إدوارد والش، والمعروف باسم (إيدي والش الصحفي).ومنذ تأسيسه قامت المؤسسة بوضع علاقات قوية مع السفارات والمؤسسات البحثية والجامعات حول العالم.قد انعكس ذلك في تشكيل مجلس المستشارين الذي يضم رالف كوسا رئيس منتدي المحيط الهادئ بمركز الدراسات الإستراتيجية والدولية.ويضم أيضًا مستشارين آخرين حاليين سفراء وكبار مفوضيين وقناصل فخريين من النمسا وفيجي ونيوزلندا وبابوا غينيا الجديدة والفلبين وسويسرا والمملكة المتحدة.وكان يضم أيضًا المستشار السابق إبراهام دنمارك.

## الهيكل التنظيمي
يتكون مجتمع الجزر من عدة مراكز لبحوث السياسات الفرعية وجمعيات إقليمية. ومراكز بحوث السياسات؛ هي مؤسسات بحثية مستقلة تتمثل رؤيتها في تطوير سياسات ابتكارية لتكون الجسر الفاصل بين النظرية والتطبيق في الشؤون الجزرية.والجمعيات الإقليمية؛ هي معاهد بحثية مستقلة تتمثل رؤيتها في تطوير وتنفيذ البرامج التي تلهم وتمكن سكان الجزر في مناطقهم من المشاركة في الالتزامات الدولية.

### مراكز بحوث السياسات
في نوفمبر عام 2015، لدي مجتمع الجزر ثلاثة مراكز للبحوث السياسات، هذه المراكز تشمل: مركز الدبلوماسية العامة والشؤون الجزرية، ومركز القانون الدولي والشؤون الجزرية، ومركز الأمن الدولي والشؤون الجزرية. ينشر الموظفون العاملين بهذه المراكز تعليقات وملخصات السياسة بشكل منتظم في منافذ السياسة الخارجية في آسيا وأوروبا وأوقيانوسيا وأمريكا الشمالية.

### الجمعيات الإقليمية
في نوفمبر عام 2015، لدي مجتمع الجزر ثمانية مجتمعات إقليمية تخدم أقاليم جغرافية محددة من العالم. وتشمل مجتمع جزر القطب الشمالي مجتمع جزر البلطيق مجتمع جزر الكاريبي، ومجتمع الجزر الداخلية ومجتمع جزر المحيط الهادئ ومجتمع الجزر النائية ومجتمع جزر البحر ومجتمع جزر البحر المتوسط. ويعد مجتمع جزر المحيط الهادئ هو الأكبر.

#### مجتمع جزر المحيط الهادئ
يعتبر مجتمع جزر المحيط معهد مؤثر لأبحاث السياسات الخارجية والذي يعمل كذراع مستقل لمجتمع الجزر، ومقره الحالي بهونولولو.وقد أطلق حتي الآن عدة برامج للمرأة والأقليات وقدامي المحاربين وقادة الجيل القادم عبر المحيط الهادئ. وقد جذب أيضًا متابعة كبيرة من وسائل التواصل الاجتماعي، ففي نوفمبر عام 2015 حظيت صفحة الفيس بوك على 3800 إعجاب.

#### مجتمع جزر البحر
يعتبر مجتمع جزر البحر معهد لبحوث السياسات العامة والذي يعمل كذراع مستقل لمجتمع الجزر ومقره في هيلتون هيد إيلاند، كارولينا الجنوبية.ويدعم هذا المجتمع المرأة والأقليات وقدامي المحاربين وقادة الجيل القادم القاطنين  في الجزر الحاجزة قبالة سواحل فلوريدا وجورجيا وكارولاينا الجنوبية. وهو أيضًا عضو بالفريق العامل المشترك بين الوكالات المكلف بتأسيس لجنة الحقوق المدنية بمقاطعة بوفورت.

## البرامج
لقد طور ونفذ مجتمع الجزر العديد من البرامج الخاصة بالمرأة والأقليات وقدامي المحاربون وقادة الجيل القادم بالمجتمعات الجزرية. ويتضمن هذا: فنانو الجيل القادم وعلماء الأمن والقادة الشباب في ملف نزع السلاح وقيادات نسائية محلية.

### دعم الكونجرس الأمريكي
صرح العديد من أعضاء الكونجرس الأمريكي بدعمهم لبرامج المرأة والجيل القادم الخاصة بهذه المنظمات. ويتضمن هذا: في عام 2015 صرحت عضوة الكونجرس أوموا أماتا النائبة عن ولاية ساموا الأمريكية قائلة:«دائما ما اتشجع حين أعلم بأمر بمنظمة جديدة تتمثل رؤيتها في مساعدة نجاح ومساندة سكان جزر المحيط الهادئ في تحقيق أهدافهم. وهذا هو عمل هذه المؤسسات مساعدة الكثير من شعبنا للوصول إلي أكثر مما كانوا يتخيلوا أن يصلوا إليه أو يفعلوه. وأنا اشجع شبابنا للمشاركة في هذا والاستفادة من ميزات هذه الفرص، التي توفرها مجموعات كمجتمع الجزر».
وفي عام 2013، صرح عضو الكونجرس الأمريكي إينى فالومافيغا النائب عن ولاية ساموا الأمريكية قائلًا:«اشجع كل طالب مؤهل في ولاية ساموا الأمريكية على الاستفادة من ميزات هذه الفرص الفريدة.»

## الاندماج
ظهر مجتمع الجزر نتيجة لاندماج اثنان من المنظمات الغير ربحية المتواجدة بالفعل. ففي سبتمبر 2015 اندمج رسميًا مركز سياسة العلوم والتكنولوجيا الناشئة ومجتمع جزر المحيط الهادئ. وقد أبقي هذا الاندماج مركز سياسة العلوم والتكنولوجيا الناشئة غير ربحي. وقد أعيد تسميته بمجتمع الجزر.

## التمويل
يُمول مجتمع الجزر من مصادر خاصة، فهو يتلقي دعم نقدي وعيني من العديد من الأفراد والمؤسسات.

## الجوائز
في نوفمبر عام 2015، اعتمد مستخدمو GreatNonprofit مؤسسة غير ربحية مجتمع الجزر أنه الأعلي تصنيفًا، وقد كان واحد من عشرة مستلمين في كارولينا الجنوبية والمستلم الوحيد من هيلتون هيد إيلاند.وقد صُنف مجتمع جزر المحيط الهادئ أنه المؤسسة الغير ربحية الأعلي تصنيفًا لعام 2014 وذلك قبل الاندماج.   